# Corbeyrier
Corbeyrier es una comuna suiza del cantón de Vaud, ubicada en el distrito de Aigle. Limita al norte con la comuna de Villeneuve, al este con Ormont-Dessous y una parte de Leysin, al sur con Leysin y una parte de Yvorne, y al oeste con Yvorne y Roche.
La comuna formó parte del antiguo círculo de Aigle, abolido el 31 de diciembre de 2007. 